# Leonid Iwanowitsch Ponomarjow

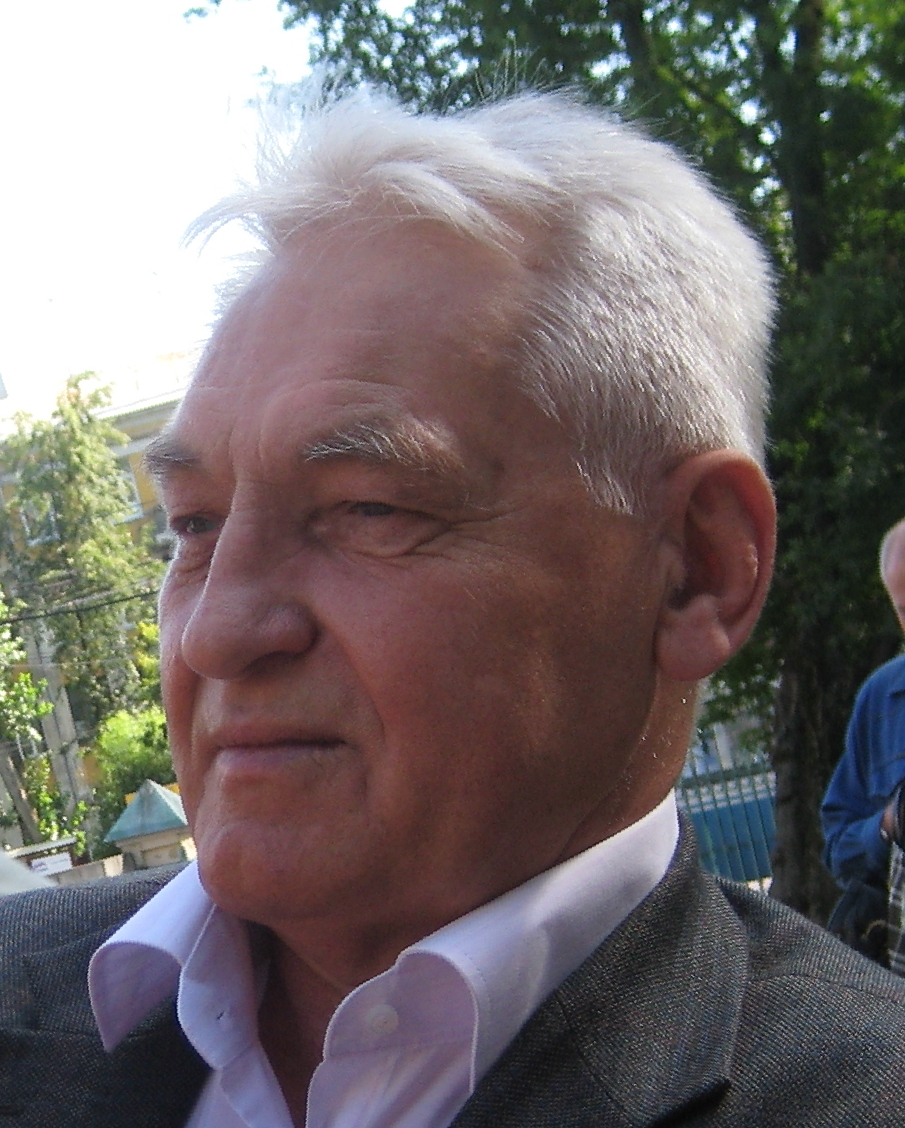
Leonid Ponomarjow 2009

Leonid Iwanowitsch Ponomarjow, russisch Леонид Иванович Пономарёв, englische Transkription Ponomarev, (* 12. Februar 1937 in Druschkiwka; † 3. Januar 2019 in Moskau) war ein russischer Physiker, bekannt für Forschungen zur Myonen-Kernfusion.
Ponomarjow studierte an der Lomonossow-Universität mit dem Abschluss 1963 und war dann am Vereinigten Institut für Kernforschung in Dubna (Moskau). 1971 habilitierte er (russischer Doktortitel) und 1985 wurde er Professor. Ab 1983 war er Laborleiter am Kurtschatow-Institut (Labor für Theorie der Quantenprozesse und theoretische Abteilung des Instituts für Molekülphysik).
Er erforschte die Quantenmechanik Mesonischer Moleküle (ein Dreikörperproblem mit Coulomb-Wechselwirkung), wie sie für Myonen-Kernfusion wichtig sind, und bestimmte mit immer höherer Genauigkeit die Energieniveaus der Mesonischen Moleküle (Muon mit Deuterium-Deuterium oder Deuterium-Tritium). Mit Semjon Solomonowitsch Gerschtein war er in der Sowjetunion führend in der theoretischen Forschung zur Muon-katalysierten Kernfusion nach den Pionierarbeiten von Andrei Sacharow und Jakow Borissowitsch Seldowitsch in den 1950er Jahren. Er fand 1975 theoretisch (bekanntgemacht auf einer Konferenz in Vancouver 1977), dass ein Resonanzeffekt in Deuterium-Tritium-Gemischen die Fusionsraten bei Muon-katalysierter Fusion erheblich verstärkt. 1979 konnte das in Dubna experimentell bestätigt werden (durch Dschelepow). Das trug wesentlich zur Wiederbelebung des Interesses an Muon-katalysierter Fusion auch im Westen bei.
Von ihm stammen über 150 Veröffentlichungen, darunter drei Monographien und zwei populärwissenschaftliche Bücher.
1986 erhielt er die Kurtschatow-Goldmedaille mit Wenedikt Petrowitsch Dschelepow (der führend in der experimentellen Forschung zur Muon-katalysierten Fusion in der Sowjetunion war). 1994 wurde er korrespondierendes Mitglied der Russischen Akademie der Wissenschaften.
Sein Sohn Andrei Ponomarjow (1957–2014) war Byzantinist.

## Schriften
- Auf der anderen Seite der Quanten (Russisch), 1971 (populärwissenschaftlich)
  - deutsche Übersetzung: Jenseits des Quants: eine populäre Quantenphysik, Aulis Verlag 1977 (auch Urania-Verlag Leipzig)
- Unter dem Zeichen der Quanten (Russisch), 1984, 2007 (populärwissenschaftlich)
  - Englische Übersetzung: The quantum dice, Bristol: Institute of Physics Publ. 1993
- The history of one hypothesis, in: R. G. Chambers u. a., Sir Charles Frank, an eightieth birthday tribute, Adam Hilger 1991, S. 18–45
- Muon-catalyzed fusion, Contemporary Physics, Band 31, 1990, S. 219–245
- mit Gershtein: Mesomolecular processes induced by {\displaystyle \mu ^{-}} and {\displaystyle \pi ^{-}} mesons, in W. Hughes, C. S. Wu, Meson Physics, Band 3, 1975, S. 141–233
- Muon catalyzed fusion and fundamental physics, Hyperfine Interactions, 103, 1996, S. 137–145